# めいたんていラスカル
『めいたんていラスカル』は、2014年1月から3月までNHK教育テレビにて木曜朝8時55分より放送された日本のテレビアニメ作品。

## 概要
日本アニメーションが1977年に制作し、フジテレビ『世界名作劇場』枠で放送され、未だ根強い人気を誇る『あらいぐまラスカル』のインスパイア作品。
『あらいぐまラスカル』との内容的関わりは薄く、新規設定に基づいた作品。見習い探偵のラスカルが、くまの名探偵ポーおじさんとコンビを組み、世界中の不思議なナゾを解決していく物語を描いたアニメーション作品。2012年に放送35周年を記念したリデザインキャラクターが多数生み出され、そのうちのひとつ「Rascal little trip」のキャラクター（公式Twitterアカウントアイコンもこれに由来する）がその原型にあたる。
「めいたんてい ラスカル」は、見習い探偵のラスカルが、名探偵のポーおじさんといっしょに世界中をとびまわり、ふしぎな事件を解決していく物語。
2014年7月-9月に金曜夕方5時25分から、2017年10月10日にNHK Eテレのミニアニメ枠（毎週火曜日 午後 5:20～5:25）で再放送された。
なお、『名探偵ラスカル』は誤変換として頻出しており、「名探偵」をひらがなで表記するのが正しい。

## 登場キャラクター
ラスカル
声 - 石井陽
アライグマの主人公。見習いの探偵。名探偵のポーおじさんと共に行動する。
ポーおじさん
声 - 三宅健太
クマの名探偵。ラスカルを温かく見守り、事件解決をサポートする。
マーサ
声 - 武田華
リョコウバトの郵便屋さん。世界各地からラスカルたちに手紙を運ぶ。
ミーニャ
声 - 芳村れいな
ネコの女の子。第一話「きえた おはなの なぞ」に登場。
ミーニャのおかあさん
声 - 鉄砲ゆりの
ミーニャのやさしいおかあさん。

## スタッフ
- 製作 - 石川和子／松山敬
- アニメーションプロデューサー - 田中敦／金子隆二
- 監督 - 首藤順
- 脚本 - 島田満
- キャラクター原案= 橋爪祐二
- 音楽 - すずきまさひろ／中村久志
- 音響監督 - 阿部信行
- 製作著作 - 日本アニメーション／NHKエンタープライズ

## 各話リスト
| 話数   | サブタイトル                  | 放送日        |
| ------ | ----------------------------- | ------------- |
| 第1話  | きえた おはなの なぞ          | 2014年 1月9日 |
| 第2話  | わらわない ライオンの なぞ    | 1月16日       |
| 第3話  | ドラキュラさん 100ねんの なぞ | 1月23日       |
| 第4話  | なくなる ぼうしの なぞ        | 1月30日       |
| 第5話  | まほうのじゅうたんの なぞ     | 2月8日        |
| 第6話  | だいすきな スイーツの なぞ    | 2月13日       |
| 第7話  | あかい ヤシのきの なぞ        | 2月20日       |
| 第8話  | かいとうウルフさんじょう！    | 2月27日       |
| 第9話  | とどかないてがみの なぞ       | 3月6日        |
| 第10話 | まいごオバケの なぞ           | 3月13日       |
| 第11話 | かいとうウルフ ふたたび!      | 3月20日       |
| 第12話 | ポーせんせいの なぞ           | 3月27日       |